# Andrea Montermini
Andrea Montermini (Sassuolo, 30 de mayo de 1964) es un piloto de automovilismo italiano. Fue subcampeón de la Fórmula 3000 Internacional en 1992, campeón absoluto de International GT Open en 2008 y 2013 y subcampeón en 2011, y logró un título en el Campeonato Italiano de Gran Turismos de la clase GT2 en 2010. También corrió en Fórmula 1 con los equipos Simtek, Pacific y Forti en las temporadas 1994, 1995 y 1996 respectivamente, en CART y en las 24 Horas de Le Mans, entre otras.

## Resultados

### Fórmula 1

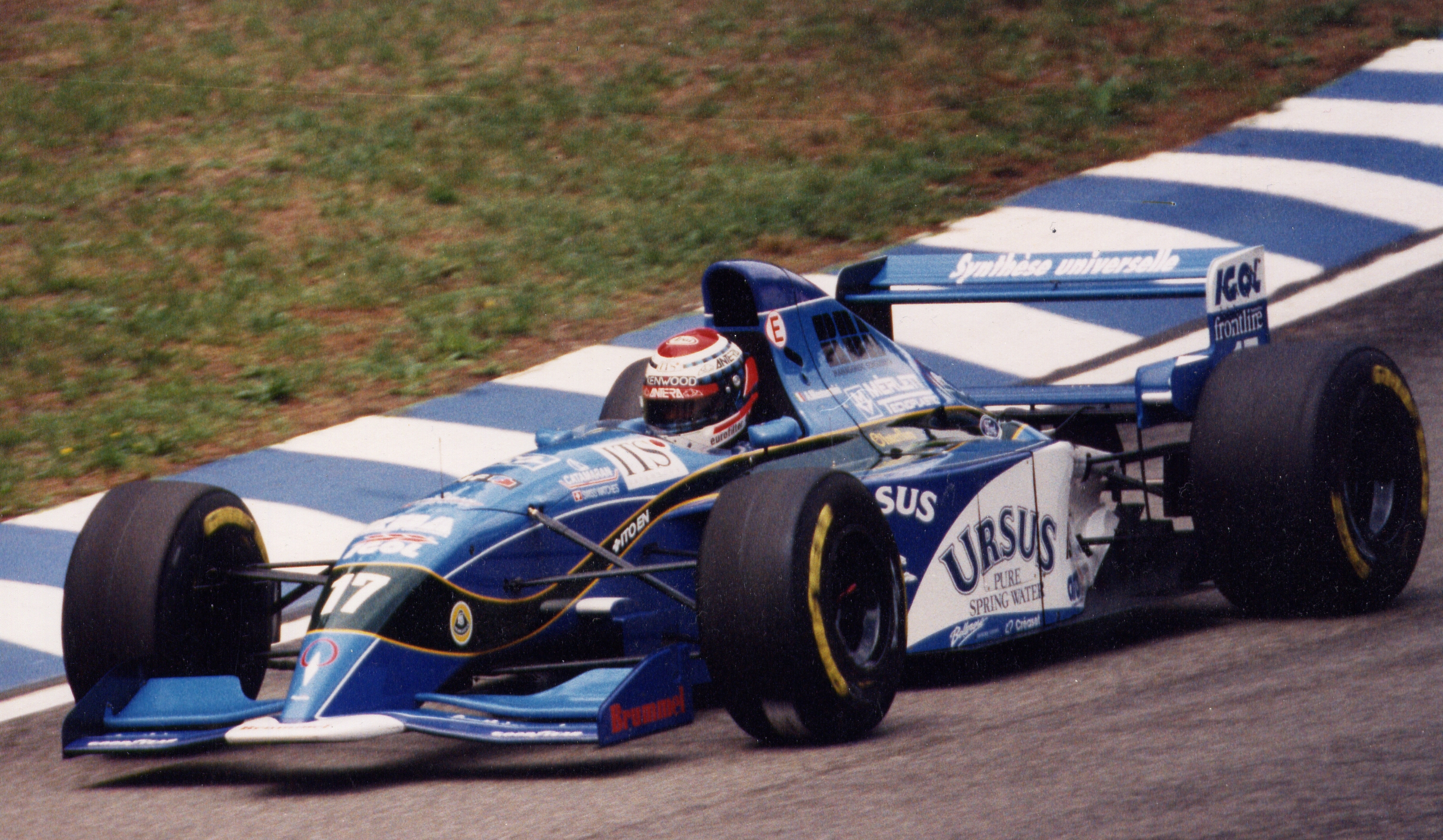
Andrea Monterminien el Gran Premio de Alemania de 1995.

(Clave) (negrita indica pole position) (cursiva indica vuelta rápida)

| Año  | Escudería          | 1       | 2       | 3       | 4       | 5       | 6       | 7       | 8       | 9       | 10      | 11      | 12      | 13      | 14      | 15      | 16      | 17      | Pos. | Puntos |
| ---- | ------------------ | ------- | ------- | ------- | ------- | ------- | ------- | ------- | ------- | ------- | ------- | ------- | ------- | ------- | ------- | ------- | ------- | ------- | ---- | ------ |
| 1994 | MTV Simtek Ford    | BRA     | PAC     | SMR     | MON     | ESP DNQ | CAN     | FRA     | GBR     | GER     | HUN     | BEL     | ITA     | POR     | EUR     | JPN     | AUS     |         | NC   | 0      |
| 1995 | Pacific Grand Prix | BRA 9   | ARG Ret | SMR Ret | ESP DNS | MON DSQ | CAN Ret | FRA NC  | GBR Ret | GER 8   | HUN 12  | BEL Ret | ITA DNS | POR Ret | EUR Ret | PAC Ret | JPN Ret | AUS Ret | NC   | 0      |
| 1996 | Forti Grand Prix   | AUS DNQ | BRA Ret | ARG 10  | EUR DNQ | SMR DNQ | MON DNS | ESP DNQ | CAN Ret | FRA Ret | GBR DNQ | GER DNP | HUN     | BEL     | ITA     | POR     | JPN     |         | NC   | 0      |

- [1]